# Налимовка (река, впадает в Байкал)
Нали́мовка — река в России, протекает по Прибайкальскому району Бурятии. Впадает в озеро Байкал. Длина — 23 км.
Берёт начало на высоте около 800 м. Около половины своей длины течёт на юг, затем поворачивает на запад. По берегам реки произрастают берёзы и лиственницы.
Впадает в бухту Безымянную озера Байкал в 5,5 км к северо-востоку от села Горячинска. В 1 км от устья пересекается Баргузинским трактом — региональной автодорогой Р438. Высота устья — 456 м над уровнем моря.
По данным государственного водного реестра России и геоинформационной системы водохозяйственного районирования территории РФ, подготовленной Федеральным агентством водных ресурсов:
- Бассейновый округ — Ангаро-Байкальский
- Речной бассейн — бассейны малых и средних притоков средней и северной части озера Байкал
- Речной подбассейн — отсутствует
- Водохозяйственный участок — бассейны рек средней части озера Байкал от северо-западной границы бассейна реки Баргузин до северной границы бассейна реки Селенги